# Sericornis beccarii
Sericornis beccarii là một loài chim trong họ Acanthizidae.